# Elezioni parlamentari in Germania Est del 1990
Le elezioni parlamentari nella Repubblica Democratica Tedesca del 1990 si tennero il 18 marzo per il rinnovo totale della Volkskammer, ossia il parlamento monocamerale della Repubblica.
Esse furono le prime ed uniche libere elezioni parlamentari in Germania Est, essendo state quelle precedenti caratterizzate dal sistema di voto monopolizzato dal Fronte Nazionale guidato dal Partito Socialista Unificato di Germania. In quell'area della Germania, sono state, dopo le elezioni federali del 1933, le uniche elezioni libere insieme a quelle per i parlamenti dei Länder svoltesi nel 1946.
Furono eletti un totale di 400 deputati alla Volkskammer, e la maggioranza relativa andò alla coalizione dei partiti di centro-destra favorevoli all'unificazione, l'Alleanza per la Germania.

## Legge elettorale
Le elezioni rinnovarono tutti i 400 deputati della Camera con un sistema proporzionale puro, senza nessuno sbarramento e con l'intero territorio della Repubblica come collegio elettorale. La ripartizione dei seggi fu effettuata con il metodo Hare-Niemeyer, che ha consentito un'ampia pluralità della rappresentanza.
Non erano permessi apparentamenti fra le liste. Tuttavia, numerose liste si presentarono come uniche fra più movimenti: l'Alleanza '90/i Verdi, l'Alleanza dei Liberi Democratici, l'Associazione delle Donne Libere, ed altre.
La partecipazione degli elettori al voto fu del 93% circa.

## Risultati
|                                 |                                                                             |                                                                             |            |        |       |
| Liste                           | Liste                                                                       | Liste                                                                       | Voti       | %      | Seggi |
|                                 |                                                                             | Unione Cristiano Democratica di Germania                                    | 4.710.598  | 40,82  | 163   |
|                                 | Unione Sociale Tedesca                                                      | 727.730                                                                     | 6,30       | 25     |       |
|                                 | Risveglio Democratico                                                       | 106.146                                                                     | 0,92       | 4      |       |
| Totale Alleanza per la Germania | Totale Alleanza per la Germania                                             | 5.544.474                                                                   | 48,04      | 192    |       |
|                                 | Partito Socialdemocratico nella RDT                                         | Partito Socialdemocratico nella RDT                                         | 2.525.473  | 21,88  | 88    |
|                                 | Partito del Socialismo Democratico                                          | Partito del Socialismo Democratico                                          | 1.892.329  | 16,40  | 66    |
|                                 | Federazione dei Democratici Liberi                                          | Federazione dei Democratici Liberi                                          | 608.935    | 5,28   | 21    |
|                                 | Alleanza 90                                                                 | Alleanza 90                                                                 | 336.074    | 2,91   | 12    |
|                                 | Partito Democratico Rurale di Germania                                      | Partito Democratico Rurale di Germania                                      | 251.226    | 2,18   | 9     |
|                                 | Partito dei Verdi della Germania Est e Associazione Femminista Indipendente | Partito dei Verdi della Germania Est e Associazione Femminista Indipendente | 226.932    | 1,97   | 8     |
|                                 | Partito Nazional-Democratico di Germania                                    | Partito Nazional-Democratico di Germania                                    | 44.292     | 0,38   | 2     |
|                                 | Lega Democratica Femminile di Germania                                      | Lega Democratica Femminile di Germania                                      | 38.192     | 0,33   | 1     |
|                                 | Sinistra Unita                                                              | Sinistra Unita                                                              | 20.342     | 0,18   | 1     |
|                                 | Altre liste                                                                 | Altre liste                                                                 | 52.773     | 0,45   | -     |
| Schede bianche/Nulle            | Schede bianche/Nulle                                                        | Schede bianche/Nulle                                                        | 33.263     |        |       |
| Totale (affluenza: 93,38%)      | Totale (affluenza: 93,38%)                                                  | Totale (affluenza: 93,38%)                                                  | 11.541.155 | 100,00 | 400   |

- Fonte: Geoffrey Pridham, Tatu Vanhanen. Democratization in Eastern Europe Routledge, 1994. ISBN 0-415-11063-7 pp. 135

## Esito
Dalle elezioni uscì vincitrice la coalizione elettorale Alleanza per la Germania, formata dalla Unione Cristiano Democratica (Christlich-Demokratische Union Deutschlands, CDU, partito precedentemente parte del Fronte nazionale) con il leader Lothar de Maizière e dalle nuove formazioni Unione Sociale Tedesca (Deutsche Soziale Union DSU, legata alla CSU bavarese) e Risveglio Democratico (Demokratischer Aufbruch, DA), nel quale militava una giovane Angela Merkel. Dei leader della DSU, Hans-Wilhelm Ebeling, e del DA, Wolfgang Schnur, fu rilevata la collaborazione informale con la Stasi a tre giorni dalle elezioni.
Si fermò invece al 22% dei voti il Partito Socialdemocratico (Sozialdemokratische Partei in der DDR, SPD), rifondato pochi mesi prima delle elezioni e dato per favorito alle stesse. Si scoprì successivamente il passato da collaboratore della Stasi del leader dell'SPD orientale, Ibrahim Böhme.
L'ex Partito Socialista Unificato di Germania partecipò con il nuovo nome, Partito del Socialismo Democratico e ottenne 66 seggi.

## Dopo il voto
Il 5 aprile 1990, la nuova Volkskammer elesse il membro della CDU Sabine Bergmann-Pohl come presidente; dato che il Consiglio di Stato era stato sciolto, la Bergmann-Pohl divenne anche Capo di Stato della Germania Est. Il 12 aprile Lothar de Maizière (CDU) divenne Primo Ministro, capo di una grande coalizione composta da: CDU, Partito Socialdemocratico (SDP), Associazione dei Liberi Democratici (BFD), Unione Sociale Tedesca (DSU) e da membri non iscritti.
Il 3 ottobre dello stesso anno il parlamento votò per l'annessione della Germania Est alla Repubblica Federale Tedesca, mettendo così fine a 40 anni di esistenza dello Stato. Il trattato fu così approvato con 442 sì e 47 no dal Bundestag, e con un margine di 299 sì e 80 no alla Volkskammer.